# 胡安·多梅克
胡安·多梅克（西班牙語：Juan Domecq，1950年6月10日—），古巴男子篮球运动员。他曾代表古巴国家队参加1972年和1976年夏季奥林匹克运动会篮球比赛，其中1972年奥运会获得一枚铜牌。